# Chungho

Situation du district dans Nouveau Taipei.

Chungho (chinois traditionnel : 中和區 ; pinyin : Zhōnghé Qū), est un district de la ville de Nouveau Taipei, à Taïwan.

## Géographie
- Superficie : 20,14 km2
- Population : 408 287 habitants (septembre 2005)